# Palazzo Sifola

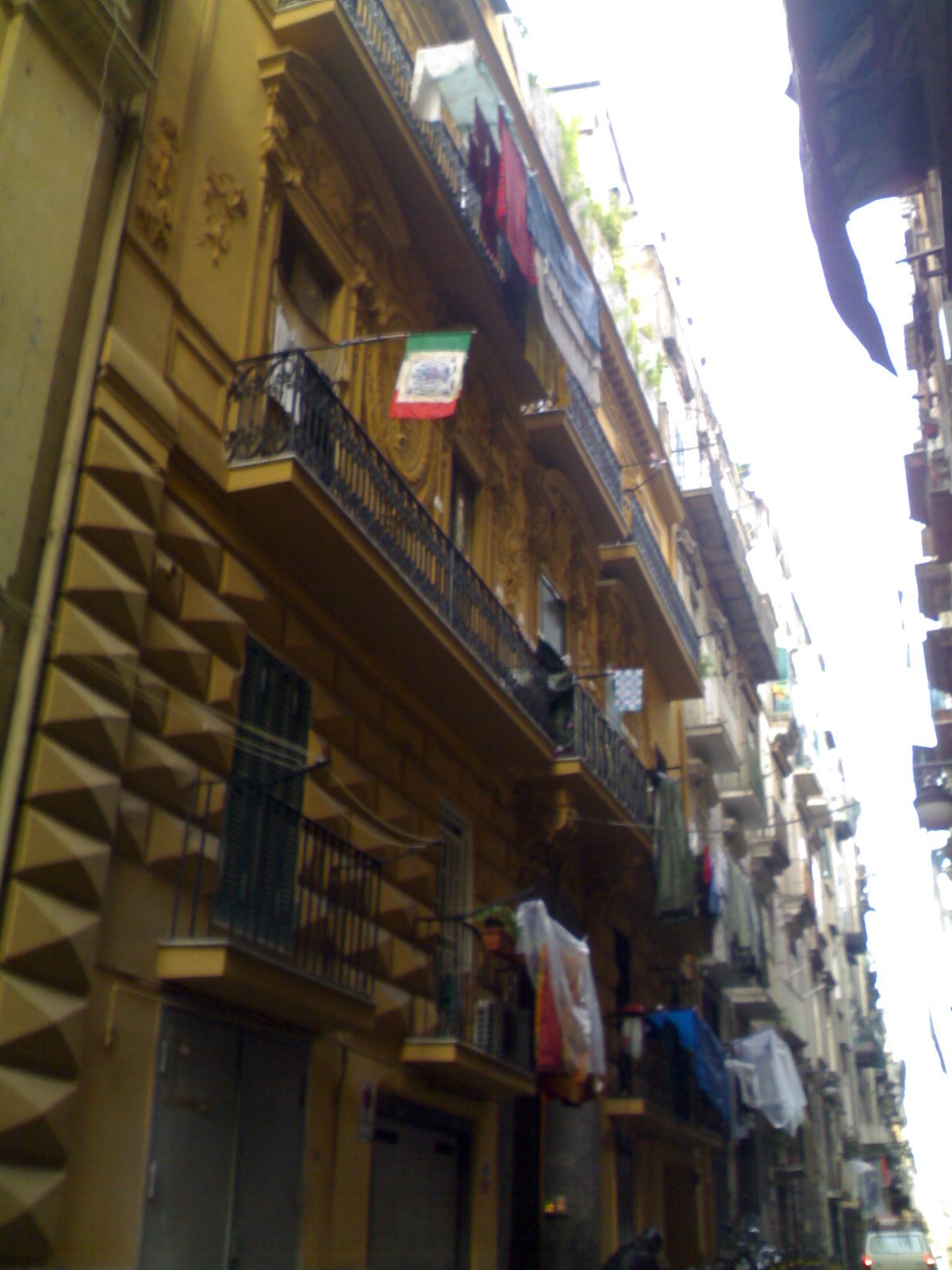
Palazzo Sifola in Neapel

Der Palazzo Sifola ist ein Palast aus dem 16. Jahrhundert im Viertel San Ferdinando in Neapel in der italienischen Region Kampanien. Er liegt in der Via Teresella degli Spagnoli, 46, neben der Kirche Santa Teresella degli Spagnoli.

## Geschichte
Der Palast entstand im 16. Jahrhundert aus der Zusammenlegung mehrerer Einzelgebäude zu einem einzigen Gebäudeblock. Im Laufe der beiden folgenden Jahrhunderte kauften die Karmeliten den Palast, um ihn zu ihrem Konvent umzubauen. 1873 wurde dort ein Oratorium eröffnet und im 20. Jahrhundert wurde der Palast radikal umgebaut und in ein Wohnhaus verwandelt. Der Innenhof in der Mitte wurde mit einem Dachgeschoss abgedeckt, wodurch ein großer Raum entstand, der heute als Garage genutzt wird.

## Beschreibung
Die Fassade im eklektischen Stil aus dem 20. Jahrhundert ist durch Diamantbossenwerk im Erd- und Zwischengeschoss gekennzeichnet; im ersten Obergeschoss sind zwischen den Fenstern große Schmuckmedaillons eingesetzt. Nachdem man das mit Stuck dekorierte Vestibül durchschritten hat, gelangt man in den früheren Innenhof, in dem sich eine Treppe in typisch eklektischem Stil befindet.
Bei einer Restaurierung im Jahr 2009 hat das Gebäude sein ursprüngliches Äußeres zurückerhalten.

## Bilder

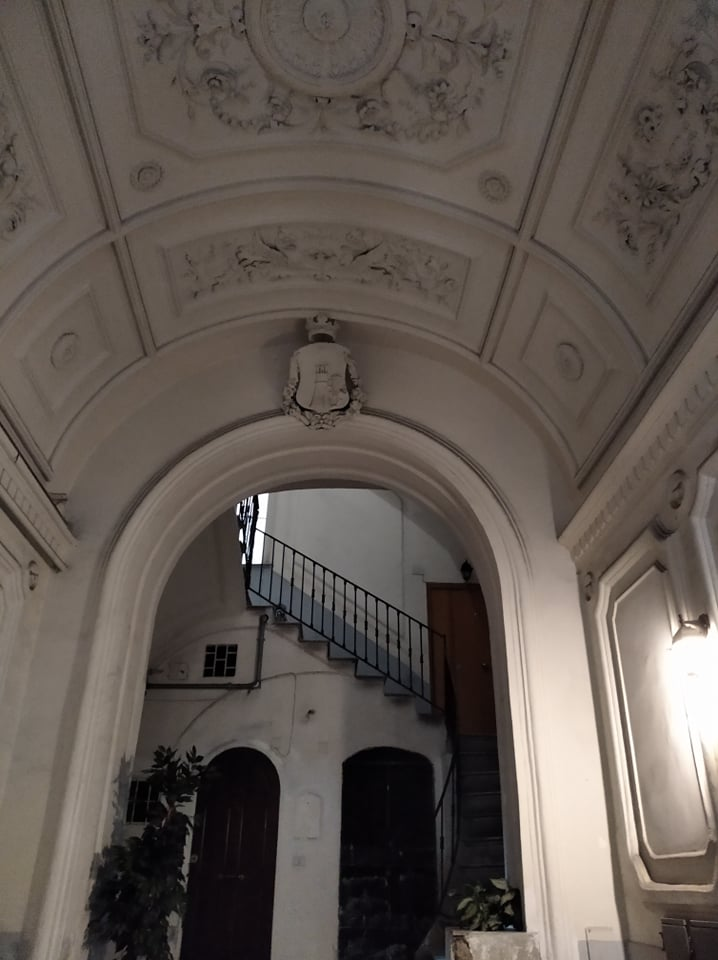
Vestibül mit Wappen und Stuckgewölbe